# 東勢駅
東勢駅（とうせいえき）は、かつて台湾台中市東勢区にあった台湾鉄路管理局東勢線の駅（廃駅）である。

## 駅構造
- 島式ホーム1面2線で、貨物用のヤードを持つ地上駅であった。駅構内には東勢線開通記念碑があった。[1]

## 利用状況
- 既に廃止されている。
- 開通初期には8往復の旅客列車と2往復の混合列車が運行されていた。[1]
- 1966年には20本の列車が発車していた。[2]
- 中華民國70年代（1981年 - 1991年）には14本となった。[2]
- 廃止直前は5往復の列車が運行されていた。[1]
- 廃止前は簡易駅で豊原駅管理であった。
- 廃止後の駅舎は「東勢客家文化園区」として再利用されている。[3]
- 東勢線の廃線跡は自転車道（東豊自行車緑廊）となり、本駅が終点となる。

## 駅周辺
- 台中市東勢区東勢国民小学
- 東勢郵便局

## 歴史
- 1958年2月 - 建設を開始した。[4]
- 1959年1月12日 - 東勢線の開業に伴い、二等駅として開業した。[4]
- 1981年5月1日 - 三等駅に降格された。[4]
- 1989年10月1日 - 簡易駅に降格され、豊原駅管理となった。[4]
- 1991年9月1日 - 東勢線の廃線に伴い廃止された。

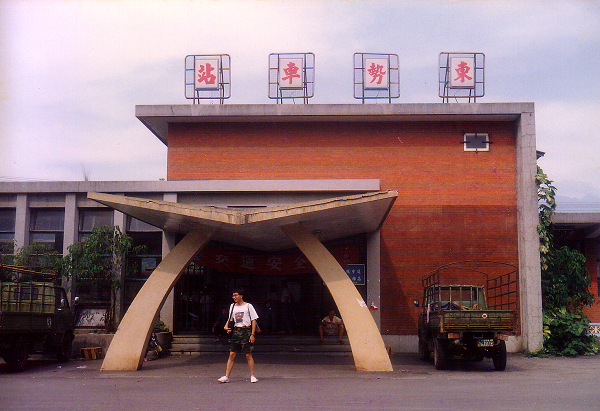
廃止前の東勢駅

## 隣の駅
台湾鉄路管理局
東勢線（廃止）
梅子駅 - 東勢駅